# 交差張弦
交差張弦（こうさちょうげん、英: Cross-stringing、overstringing）、交差配弦、またはクロスストリンギングは、ピアノのケースの内側の弦を配置する方式の一つである。弦は鉛直方向に重なり合った斜め配置で張られ、響板上のブリッジ（駒）は2つの異なる高さが使われる。これによって、ピアノのケース内に収まるより大きく（しかし必ずしもより長くはない）弦を使用することが可能になる。1820年代の交差張弦の考案はさまざまな人によってアルフィアス・バブコックとジャン＝アンリ・パップの手柄であるとされている。しかしながら、バブコックが「cross stringing」と呼んだのは、ヒンチ・ピンにおいてより合わせたワイヤに関する発明であり、今日言うところの交差張弦とは関係がない。交差張弦は1859年にアメリカ合衆国のヘンリー・スタインウェイJr. によって初めてグランドピアノで使用され、特許が取られた。19世紀末、交差張弦は、全ての弦が鍵盤と垂直に張られ、重なり合わないストレート張弦を次第に置き換えていった。
交差張弦の利点は、ピアノのケースをより小さく、低音弦をより長く、低音弦の位置をピアノケースの中心に配置することができる点にある。中心に配置された低音弦は端に配置された時よりも多くの共鳴を得ることができる。
交差張弦は「濁った」音を産むとして一部の人々によって批判されている。ピアニストのグウェンドリン・モックによれば、「あなたのピアノの内部を見ると、弦が全て互いに交差していることに気付くでしょう。真っすぐ弦が張られたピアノを使うと、声域的な違いをすぐに知覚できます。ほとんど、バス、テノール、アルト、そしてソプラノパートからなる聖歌隊を聴いているかのようです。音は非常にクリアで、 音が混じり合ったり均質化することはありません」。
1920年代に作られた一部のChallen製ピアノは、弦の高さが3種類で、2つの異なる位置で交差している。